# Hibneryt
Hibneryt — польская самоходная зенитная установка, создание которой началось в 1970-е годы. Представляет собой спаренные ЗУ-23-2, установленные на шасси Star 266.
Star 944P — это версия Star 944 с установленной специальной броней STANAG 4569 level 1. Эта идея родилась на 3-м региональном техническом семинаре в Новом Дворе Мазовецком в 2007—2008 гг. Большая часть решений была заимствована у представленного на МСПО 2007 зенитного комплекса «Хибнерит-П», где использовался бронированный вариант грузовика «Звезда 266М».
В конце 2007 года изготовлен прототип, который прошел тяговые испытания в Военном институте бронетанковых и автомобильных технологий в Сулейовке. Результаты этих испытаний оказались обнадеживающими, за счет большой мощности двигателя характеристики машины существенно не упали. Позже машина прошла оценку баллистической прочности, заключавшуюся в теоретическом определении броневой прочности, а затем огневые испытания всей машины в Военном институте вооружений в Зеленке. Результаты испытаний были положительными.
Положительные результаты обоих испытаний привели к заказу 20 машин Star 944P в 3 OWT. Двенадцать из них были отправлены в ЧВК Афганистана, а две — в ЧВК Чада. В 2011 году была разработана и изготовлена монолитная бронированная кабина. До этого отдельные элементы кабины из обычного листового металла заменяли бронелистами.
В настоящее время производятся две версии Hibneryt:
- для перевозки личного состава с вооружением ПЗРК «ГРОМ».
- для перевозки личного состава с вооружением зенитная установка ЗУ-23-2 зенитно-ракетные комплексы ГРОМ

Hibneryt — польский самоходный зенитный комплекс, состоящий из грузовика Star 266 и установленной на нем двухспаренной зенитной установки ЗУ-23-2.
Одна из модификаций была создана в результате миссионерских опытов и была представлена в 2007 году на ярмарке MSPO. Модернизация включала в себя сборку специальной брони и была разработана 3-м ОВТ и выполнена нашей компанией. Модернизированные таким образом машины получили обозначение Hibneryt-P. На базе машины «Хибнерит-П» был разработан её усовершенствованный вариант, получивший обозначение «Хибнерит-3». Он обеспечивает ещё больший уровень защиты экипажа от огня и подрывов мин, а также имеет большие углы обстрела. Документация и транспортные средства были разработаны и изготовлены нашей компанией.

## Назначение
ЗСУ «Hibneryt» предназначена для поражения низколетящих вертолётов, легкобронированных целей и живой силы противника.

## Производство
В 1972 году на ОАО «Тарнувский механический завод»(пол. Zakłady Mechaniczne Tarnów S.A.) в городе Тарнув по советской лицензии начато производство зенитной установки калибра 23мм ЗУ-23-2, состоящей из двух авиационных пушек, станка и прицела. В ЗСУ „Hibneryt“ в качестве шасси использовали грузовой автомобиль Star 266 производства завода грузовых автомобилей «Star» в городе Стараховице.
В СССР подобные машины массово появились в годы афганской войны. Зенитная установка, устанавливавшаяся на Hibneryt, сохранила колесный ход, т.е. при необходимости ее можно было снять с грузовика и буксировать. Первые версии Hibneryt не были бронированы. Участие польских вооруженных сил в заграничных миссиях доказало необходимость усиления защиты. Разработкой бронированной версии Hibneryt занимался капитан Петр Ласек. В результате появился вариант Р, который отличался бронированной кабиной и отсеком, где находился расчет установки на марше. Версия KG дополнительно была довооружена ПЗРК Grom, получила новую систему управления огнем. Артиллерийская часть польской установки, в отличие от советского аналога, оснащена бронещитами. Hibneryt-3 получил защиту от подрывов на минах, включающую в себя V-образное днище и дополнительное бронирование.

С 1987 года на вооружение польской армии поступила ее модернизированная версия ZUR-23-2S Jod (с установленной ЗУ-23-2). Она отличалась улучшенным прицелом и дополнительным вооружением в вид ПЗРК «Стрела». Версия ZUR-23-2KG Jod  G оснащается уже упомянутым ПЗРК Grom, новым коллиматорным прицелом, электроприводами наведения. Польские варианты ЗУ-23-2 поставлялись в Индонезию.
Hibneryt  достаточна маневренна, может быстро вступить в бой (время приведения в боевую готовность – 5-20 сек). Обслуживает Hibneryt экипаж из пяти человек.

## Модификации
Существует в нескольких модификациях. Начиная с Hibneryt-KG на ЗСУ появилась улучшенная система наведения, автомат заряжания и ПЗРК «Grom».
В 2007-м году на выставке MSPO был представлен Hibneryt-P, на основе которого позднее был создан Hibneryt-3. Данные модификации отличаются повышенным бронированием шасси и зенитного расчёта.

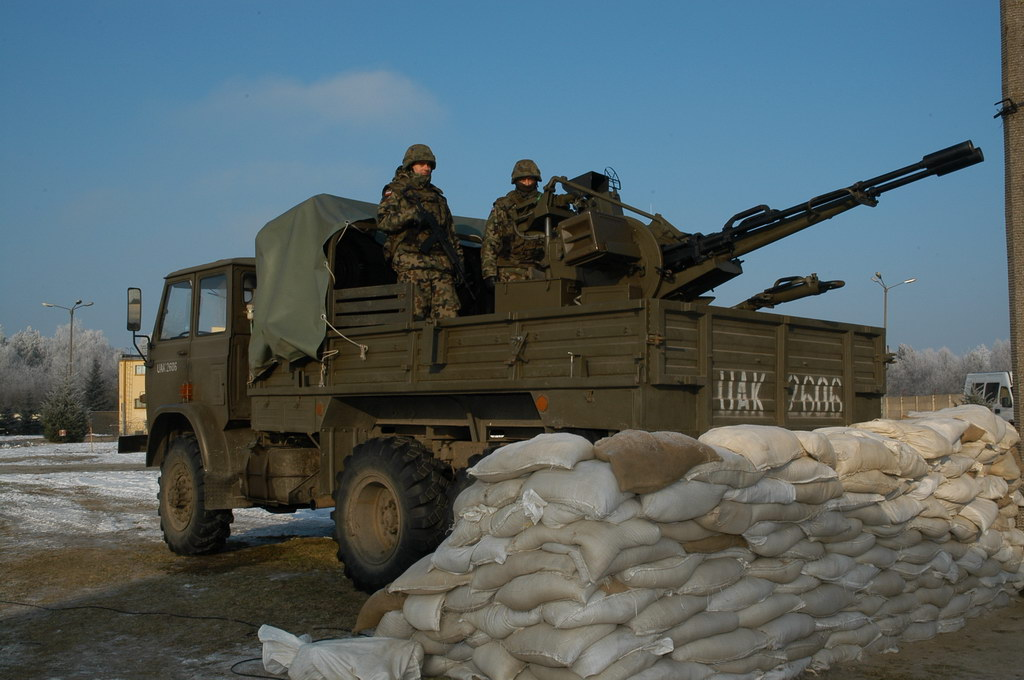
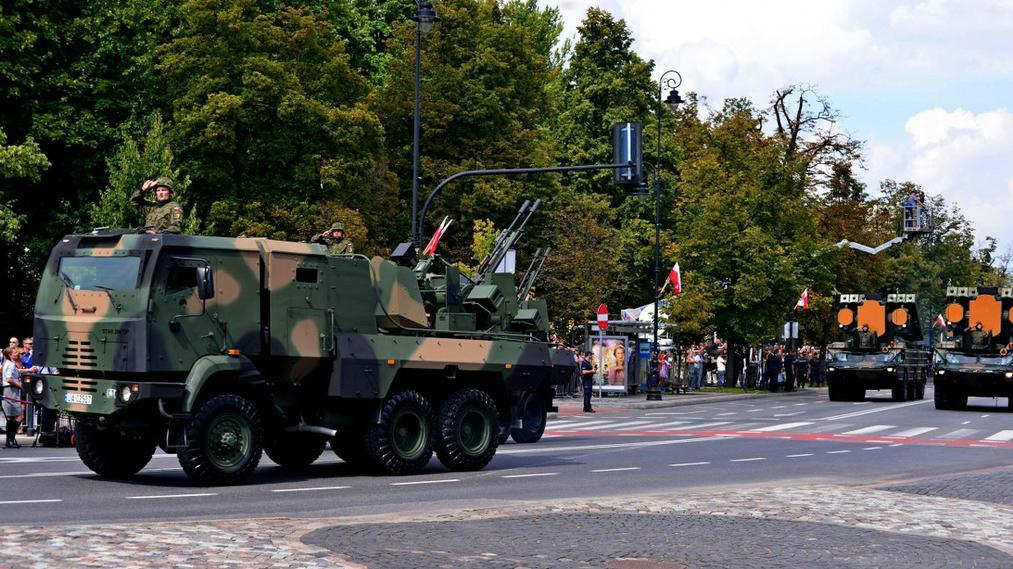